# Бартолуччи, Джованни
Джова́нни Бартолу́ччи (итал. Giovanni Bartolucci; 27 февраля 1984, Биббьена) — итальянский футболист, защитник.

## Карьера
Джованни Бартолуччи — воспитанник клуба «Фиорентина». В основном составе команды он дебютировал 10 июня 2001 года в матче с «Лацио», которую «фиалки» проиграли 0:3. Однако этот матч стал единственным для Бартолуччи в основе команды. В 2002 году он перешёл в «Ювентус», за который также сыграл лишь 1 матч, 17 марта с «Лацио» в Кубке Италии, где он вышел на поле за 7 минут до конца встречи.
Затем Бартолуччи играл на правах аренды в клубах «Кротоне», «Пиза» и «Торрес», за который провёл, в общей сложности, лишь 30 матчей. В 2006 году Бартолуччи перешёл в «Сиену», где вновь не играл. После чего вновь выступал по арендам, в клубах «Монца», «Пистойезе» и «Лекко».